# Trịnh Thanh Vân
Trịnh Thanh Vân (sinh 1934) là một Thiếu tướng Quân đội nhân dân Việt Nam. Ông từng giữ chức vụ Phó Tư lệnh Quân khu Thủ đô (1987-1998). Ông cũng là một đại biểu Quốc hội Việt Nam khóa XI, thuộc đoàn đại biểu Hà Nội.